# Yên Tiền Giản công
Yên Giản công (giản thể: 燕简公; phồn thể: 燕簡公; trị vì: 504 TCN-493 TCN), là vị vua thứ 30 của nước Yên - chư hầu nhà Chu trong lịch sử Trung Quốc. Thụy hiệu của ông là Yên Giản công, nhưng thường gọi là Yên Tiền Giản công để phân biệt với Yên Hậu Giản công, vua thứ 34 nước Yên.
Không rõ tên thật và thân thế của Giản công. Năm 505 TCN, vua Yên là Yên Bình công, vị vua thứ 29 của nước Yên qua đời, ông lên ngôi, tức Yên Giản công.
Sử sách không ghi rõ những hành trạng của ông trong thời gian làm vua.
Năm 493 TCN, Yên Giản công mất. Yên Hiếu công nối ngôi.